# Karl Moline
Karl Michael Moline est un dessinateur américain de comics, né à Reston en Virginie le 26 juin 1973 et mort à Lakeland en Floride le 11 septembre 2024.

## Biographie
Karl Moline est le créateur, avec Joss Whedon de Fray.
Il a également été le dessinateur des numéros 16 à 19 de Buffy the Vampire Slayer Season Eight intitulés « Time of Your Life » incluant le personnage de Fray. Ces comics ont été publiés par Dark Horse Comics.
Karl Moline a aussi travaillé pour CrossGen sur Route 666 et Scion, pour Marvel Comics sur Rogue, The Loners et Spider-Man Unlimited et pour Avatar Press sur Avengelyne Bad Blood.
Karl Moline meurt le 11 septembre 2024 à Lakeland en Floride d'une apparente crise cardiaque à l'âge de 51 ans,.